# Christophe Pacaud
Pour les articles homonymes, voir Pacaud.
 (août 2014).
Si vous disposez d'ouvrages ou d'articles de référence ou si vous connaissez des sites web de qualité traitant du thème abordé ici, merci de compléter l'article en donnant les références utiles à sa vérifiabilité et en les liant à la section « Notes et références ».
Christophe Pacaud est un journaliste sportif français né le 19 avril 1961 au Creusot. Entre 2014 et 2019, il a animé la tranche d'information quotidienne RTL Grand Soir sur RTL, en binôme avec Agnès Bonfillon au début et de janvier 2020 à juin 2021, il a animé RTL Petit Matin week-end.

## Biographie

### Les débuts
Christophe Pacaud a animé dans les années 1980/1984 le hit parade sur Azur 102, radio locale française dont l'émetteur était implanté en Italie, à quelques centaines de mètres de la frontière franco-italienne, au-dessus de Menton. 

### TMC et RMC
Il a ensuite collaboré une quinzaine d'années pour TMC où il présentait TMC Sport puis RMC où il présentait et le multiplex du championnat de France de football avec Jean-Louis Filc de 1996 à 1998 chaque samedi et RMC Sport en 2001.

### RTL

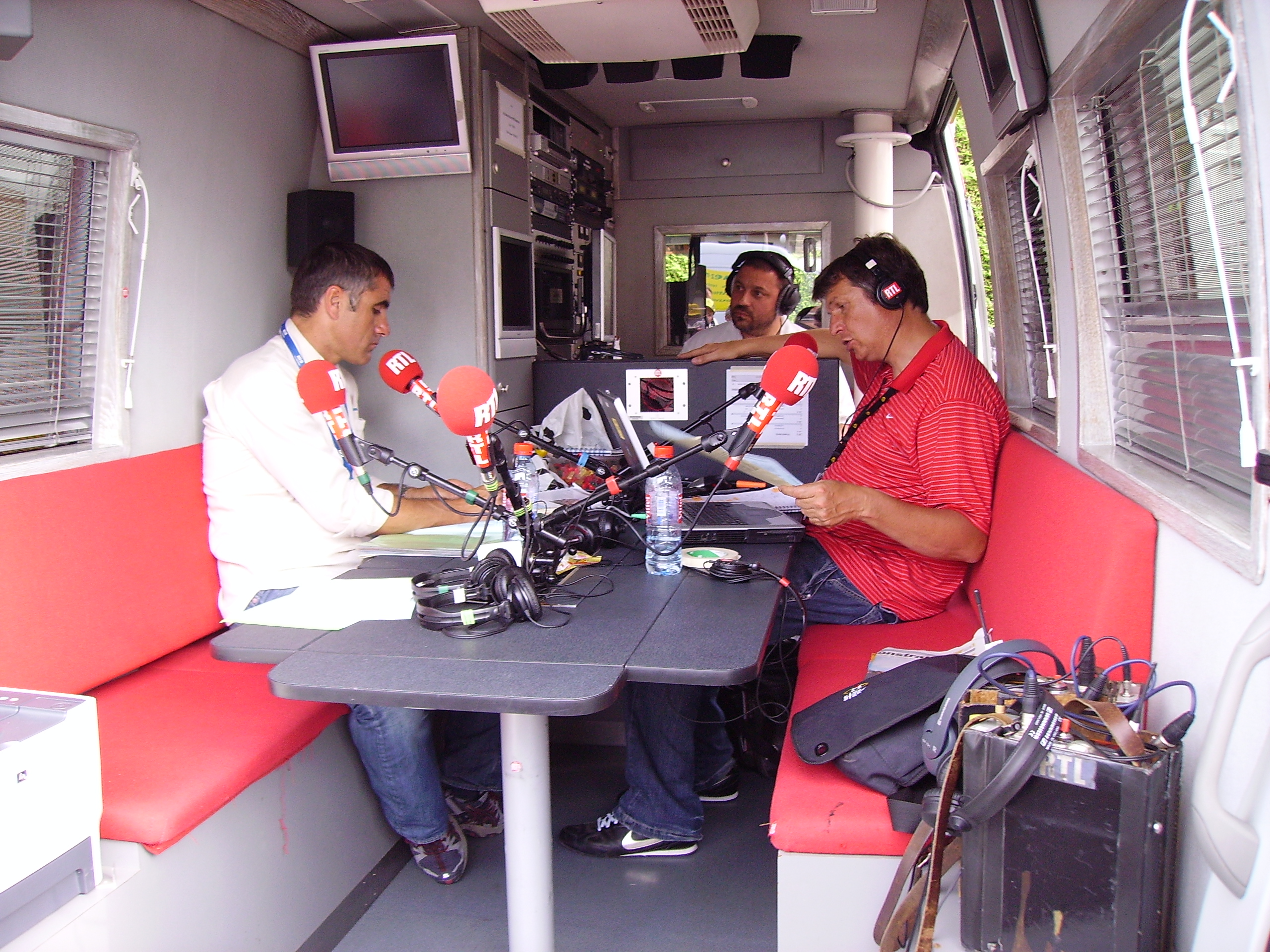
Christophe Pacaud, à droite, face à Laurent Jalabert, dans le studio mobile de RTL après la 11e étape du Tour de France 2009.

En septembre 2001, il rejoint RTL, pour animer Radio Foot du mardi au vendredi entre 20 h et 22 h. En 2005, l'émission change de nom et elle devient RTL Foot et elle se prolonge d'une heure. Il est accompagné de La bande à Pacaud. En août 2008, l'émission s'appelle On refait le match. Il couvre aussi le Tour de France chaque été en compagnie de Laurent Jalabert sur RTL. 
En 2004, il anime Dimanche soir Football sur TPS Star, émission consacrée au football européen (un peu comme L'Équipe du dimanche sur Canal+). 
Il présenta Questions de sport sur l'Équipe TV. 
De septembre 2008 à décembre 2009, il anime Direct Sport sur Direct 8 en seconde partie de soirée le lundi, aux côtés de Jézabel Lemonier et Mikis Cerieix avec Thierry Roland, Roger Zabel, Pierre Salviac, Rémy N'Gono ou Noël Tosi.
À partir de la rentrée 2014 il anime la nouvelle tranche d'info RTL Grand Soir du lundi au vendredi de 22 h à 23 h sur RTL avec Agnès Bonfillon et Jean-Baptiste Giraud pour le Mag de l'éco . Après plus de cinq années d'émission, ce journal du soir est supprimé en fin d'année 2019.
De janvier 2020 à juin 2021, il anime RTL Petit Matin week-end.
Depuis le 30 octobre 2021, il est joker de RTL Matin week-end en remplacement de Stéphane Carpentier et de RTL week-end soir en remplacement de Vincent Parizot.

## Récompense
En 2006, il reçoit le Prix du commentateur sportif décerné par l'association des écrivains sportifs. Ce prix est décerné à un journaliste, professionnel, commentateur audiovisuel, aux connaissances et au jugement appréciés qui, dans ses interventions sur le sport, se sera exprimé avec le souci constant de respecter les règles de la langue française.